# Hospital da Luz Lisboa
Das Hospital da Luz Lisboa ist ein Krankenhaus in der portugiesischen Hauptstadt Lissabon. Es ist das wichtigste Krankenhaus der Unternehmensgruppe Luz Saúde, einem portugiesischen Privatklinikbetreiber, der unter dem Namen Hospital da Luz eine Reihe Krankenhäuser im Land führt.
Mit dem Hospital da Luz Lisboa sind drei weitere stationäre Krankenhäuser (Hospital) und ambulante Polikliniken (Hospital Clínica) im Großraum Lissabon verbunden: das Hospital da Luz Torres de Lisboa (das frühere British Hospital, auch Hospital da Luz Torres das Amoreiras, im Torres das Amoreiras Gebäudekomplex in Lissabon), das Hospital da Luz Clínica da Amadora (in Amadora) und das Hospital da Luz Clínica de Odivelas (in Odivelas). Dazu werden drei weitere Häuser des Unternehmens in der Region durch dieses Krankenhaus unterstützt: das Hospital da Luz Setúbal, das Hospital da Luz Oeiras und das Hospital da Luz Clínica Luisa Todi, ebenfalls in Setúbal.
Insbesondere seine onkologische Abteilung genießt einen guten Ruf, und eine Reihe bekannter Persönlichkeiten ließ und lässt sich hier behandeln. Unter den Prominenten, die hier am Ende starben, sind eine Vielzahl Künstler, wie die Musiker Sara Tavares und João Aguardela, die Regisseure António-Pedro Vasconcelos und Jorge Silva Melo, der Schauspieler António Feio, der Maler Júlio Pomar oder die Schriftsteller Vasco Graça Moura und Nuno Júdice. Auch Politiker (wie Manuel da Costa Braz), Unternehmer (wie Rui Nabeiro, Gründer von Delta Cafés) oder Diplomaten wie António D’Oliveira Pinto da França starben hier.

## Angebote

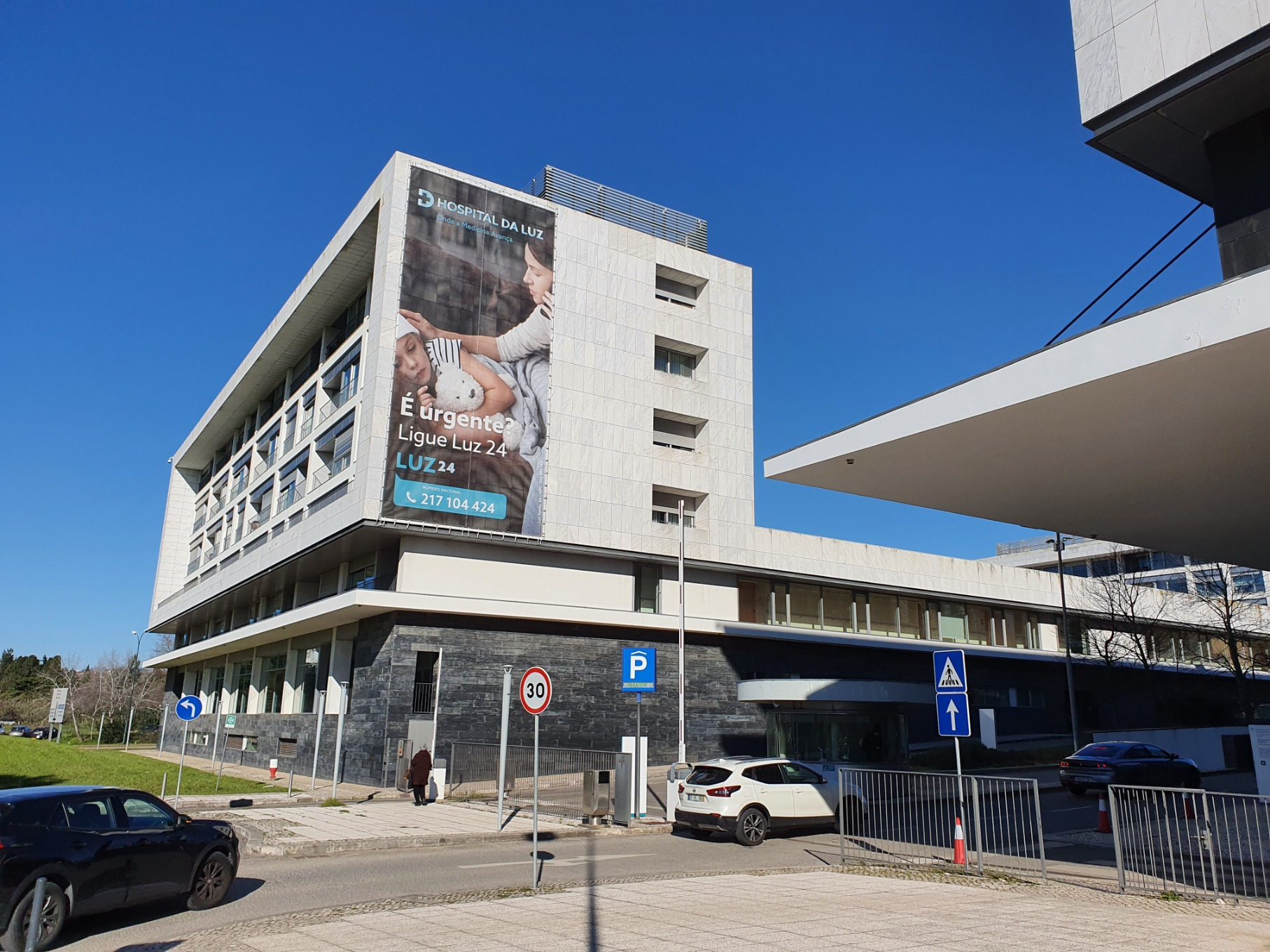
Das Hospital da Luz, 2023

Das Hospital da Luz Lisboa bietet Einrichtungen aus zahlreichen Fachrichtungen. Zu den Angeboten, die sich von Prävention über kosmetische Medizin bis zur Notfallmedizin erstrecken, zählen:
- verschiedene Möglichkeiten der medizinischen Untersuchung inklusive bildgebender Verfahren, chirurgischer Untersuchungen und der Laboratoriumsmedizin
- verschiedene Operationssäle
- Entbindungsstation
- Krankenstationen von Notaufnahme und Intensivstation über Intermediate Care und Dauerstation bis zur Palliativstation
- Ambulanzen für Erwachsene, für Kinder (Pädiatrie) und für Gynäkologie und Geburtshilfe[1]

## Geschichte

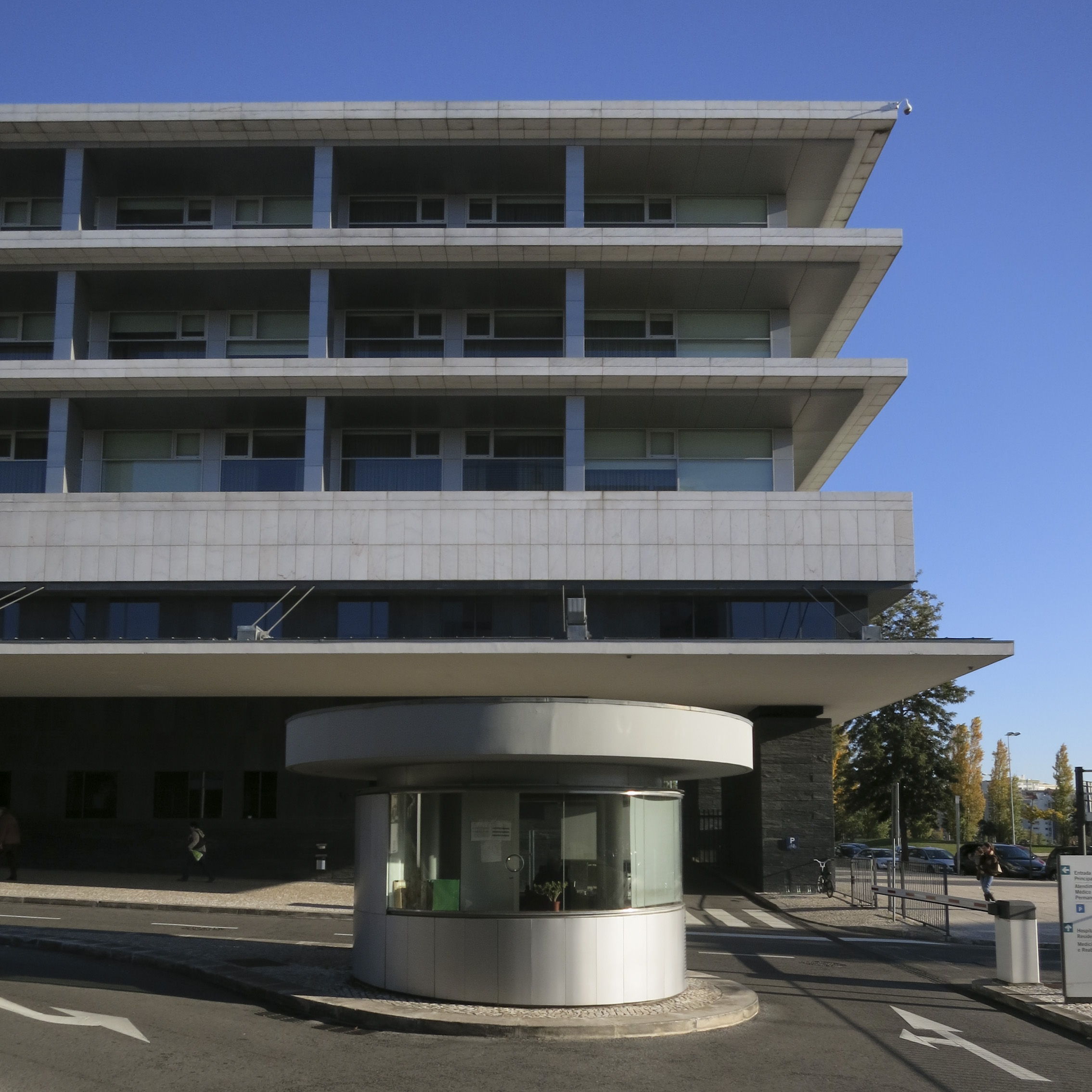
Einfahrt zum Hospital da Luz Lisboa

2003 begann der Betreiber Luz Saúde mit dem Bau des neuen Krankenhauses. 2007 nahm es seinen Betrieb auf und wurde nach der Einweihung für seine Gestaltung und Gliederung mit dem Prémio Valmor, dem wichtigsten Architekturpreis des Landes ausgezeichnet. 2016 begannen die Arbeiten zur Erweiterung der Kapazität des Krankenhauses um 80 %, die 2018 abgeschlossen waren, gefolgt von Umbauten des Hauptgebäudes, die 2020 abgeschlossen wurden.
Im September 2020 genehmigte die portugiesische Hochschulbehörde einen Lehrgang am Hospital da Luz. Mit Beginn des Kurses im September 2021 wurde das Hospital da Luz damit das erste private Universitätsklinikum im Land.
Im Verlauf der COVID-19-Pandemie in Portugal stiegen die Infektionszahlen in Portugal Anfang 2021 bedrohlich an. In Folge der internationalen Berichterstattung über den akuten Notstand in Portugal kamen auch deutsche Ärzte kurzzeitig zur Hilfe nach Portugal. Sie wurden an kein öffentliches Krankenhaus des staatlichen Gesundheitssystems Serviço Nacional de Saúde vermittelt, sondern wurden am privaten Hospital da Luz tätig.
Im März 2023 belegte die Überwachungs- und Regulierungsbehörde für den Gesundheitssektor (ERS) neben dem privaten Krankenhaus Lusíadas in Porto auch das Hospital da Luz Lisboa mit einem Bußgeld, nachdem sie in beiden Häusern diskriminierende und unzureichend begründete Unregelmäßigkeiten und Abweisungen bei der Terminvergabe gegenüber Staatsbediensteten feststellte.